# Aula Magna Arzobispal
El Aula Magna Arzobispal o simplemente Aula Magna es un centro de eventos perteneciente al Arzobispado de la Santísima Concepción , con capacidad para 342 personas (220 en platea baja y 122 en platea alta) ubicado en la ciudad de Concepción, Chile, más específicamente en la calle Caupolicán, frente a la Plaza de la Independencia y dentro de las dependencias de la Catedral de la Santísima Concepción.

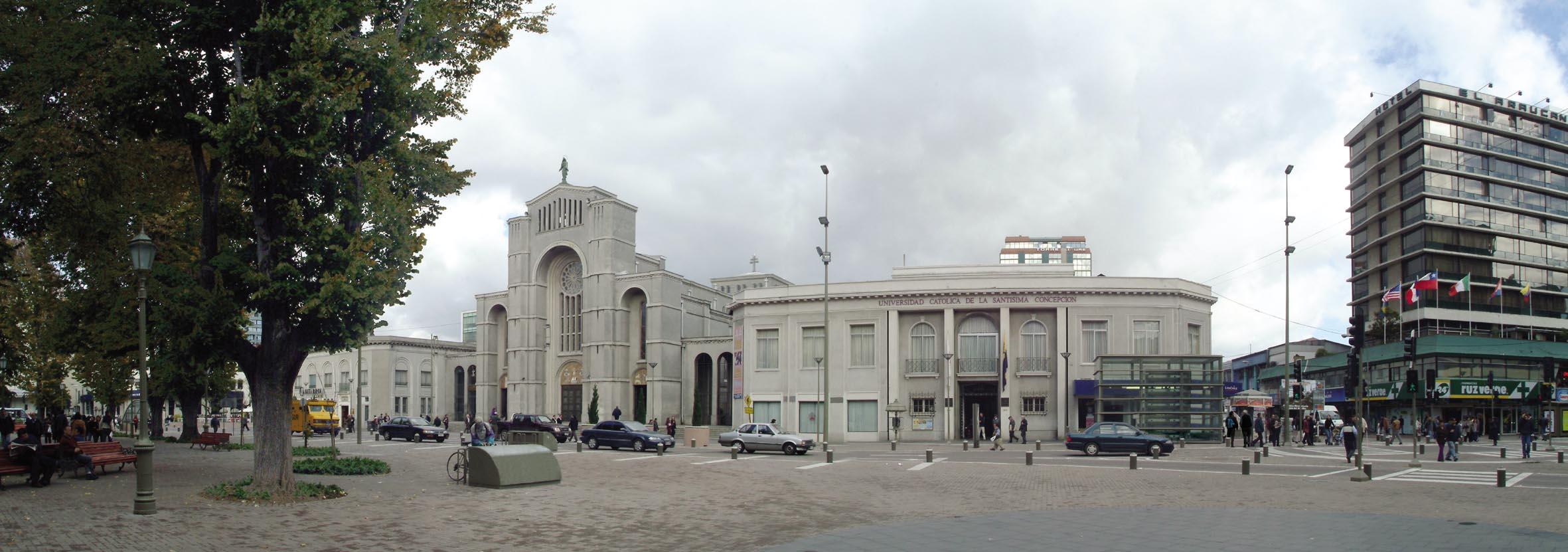
Catedral de la Santísima Concepción y sede de la Universidad Católica de la Santísima Concepción donde se ubica la sala de espectáculos.

Abrió sus puertas aproximadamente el año 1945, como donación del grupo religioso Acción Católica perteneciente a la Arquidiócesis, y forma parte del patrimonio cultural de la Iglesia católica de la Arquidiócesis de la Santísima Concepción, al igual que la casa central de la Universidad Católica, que antiguamente correspondía al Palacio Arzobispal. En las butacas de la platea alta pueden apreciarse los escudos de la Acción Católica.
En ella se realizan distintas actividades artísticas y socioculturales tales como licenciaturas, conciertos musicales y obras de teatro. Dentro de estas últimas, destacan varias adaptaciones de teatro infantil y para adulto realizadas por la compañía de teatro El Rostro. La sala posee calefacción centralizada, camarines, telones negros y posee el equipo necesario para realizar en ella conferencias y exposiciones audiovisuales.